# Haller Fahrzeuge

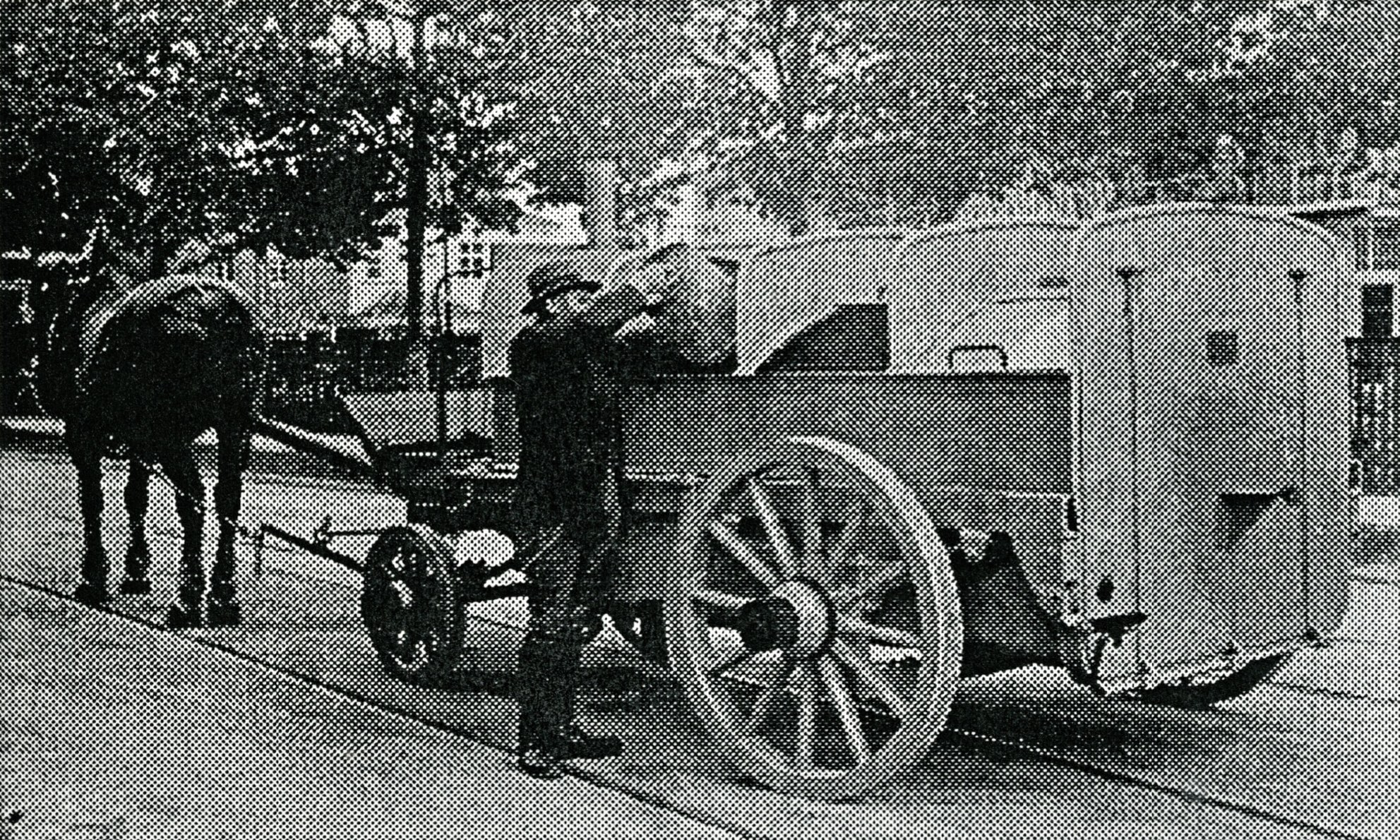
Das erste pferdegezogene Müllfahrzeug der Firma Haller Fahrzeugbau um 1900

Die Haller Fahrzeuge GmbH mit Sitz in Stuttgart war ein Hersteller von Müll-, Tank- und Saugfahrzeugaufbauten, die in der Regel auf Fahrzeugen von MAN und der Daimler-Benz AG errichtet wurden. Das Unternehmen bestand zwischen 1871 und 1997 in unterschiedlichen Rechtsformen und unter verschiedenen Gesellschaftern.

## Geschichte

### Anfänge
Das Unternehmen wurde 1871 in Stuttgart-Feuerbach von Wilhelm Weygandt als Einzelfirma gegründet und befasste sich zunächst mit Apparate- und Behälterbau. Sie gehörte damit zu den ältesten Industrieunternehmen in Stuttgart.
Gegen Ende des 19. Jahrhunderts wurden Fahrzeuge zum Transport von Petroleum und Wasser sowie Straßenwaschfahrzeuge, einfache Müllsammelfahrzeuge und Fäkalienwagen, die allesamt als Pferdefuhrwerke ausgelegt waren, in die Produktion aufgenommen.
Um das Jahr 1910 kamen die ersten mit Verbrennungsmotoren angetriebenen Müllfahrzeuge auf. Zu dieser Zeit gab es noch keine mechanischen Einförderungs- und Verdichtungseinrichtungen. Der Müll wurde lediglich mittels einfacher Schüttvorrichtungen lose in die Aufbauten eingekippt. 1898 verlegte Weygandt den Firmensitz nach Stuttgart Mauserstraße in Stuttgart-Feuerbach. Außerdem nahm er Peter Klein als Gesellschafter mit auf und aus dem Unternehmen wurde eine offene Handelsgesellschaft. 1923 wurde das Unternehmen in die Weygandt & Klein AG umgewandelt.

### Übernahme durch Konrad Haller
1932 übernahm Konrad Haller sen. die Aktiengesellschaft sowie ein Konkurrenzunternehmen in Feuerbach, die REF Rohleder und Ehinger. Beide Unternehmen wurden fusioniert und firmierten fortan als REF Weygandt & Klein AG. 1936 wurden die ersten Flugfeldtankwagen der Welt für die Lufthansa hergestellt. Auch Helmut Haller, der Sohn von Konrad Haller, trat in das Unternehmen ein.

### Nachkriegszeit
Im Sommer 1945 begannen Konrad und Helmut Haller mit dem Wiederaufbau des durch Bombenangriffe schwer zerstörten Unternehmens. Hergestellt wurden Auspuffrohre für amerikanische Militärlastwagen. Schon 1949 umfasst das Produktionsprogramm wieder den gesamten Bereich von Kommunal- und Tankfahrzeugen. Von der Firma NKF Leichtmetallbau Kurt Hodermann GmbH & Co., Berlin, bekam das Unternehmen eine Lizenzfertigung für Müllfahrzeuge für die Berliner Stadtreinigungsbetriebe.

### Fahrzeugbau Haller GmbH
1951 wurde der Firmenname in Fahrzeugbau Haller GmbH geändert. Ein wichtiges Standbein des Geschäfts war jetzt die Herstellung von Tankfahrzeugen. So wurde unter anderem 1958 der damals größte Flugfeldtankwagen mit einem Fassungsvermögen von 58.000 Litern für die Shell AG hergestellt.
Am 31. Juli 1964 starb Konrad Haller. Die Unternehmensführung lag nun allein in den Händen von Helmut Haller. 1971 übernahmen Helmut Haller und sein Sohn Konrad jun. 80 % der Geschäftsanteile der NKF Leichtmetallbau Hodermann GmbH & Co. Sie baute unter anderem Wasserwerfer. In Wettringen bauten sie einen Fertigungsbetrieb auf, die Haller Behälterbau OHG, die nur für die Haller Fahrzeuge GmbH in Stuttgart Behälter zulieferte.
Eine neue Generation der Müllfahrzeugaufbauten X1 und X2 ging 1977 in Lizenzfertigung in Produktion. Im Jahr 1981 wurde die Produktion des TOPAS-Tankfahrzeuges in Stuttgart, ebenfalls in Lizenzfertigung, aufgenommen.
Nach dem Tod von Helmut Haller am 25. September 1984 übernimmt sein Sohn Konrad Haller jun. die Unternehmensführung.
1988 wird das Fahrzeugbau Haller GmbH & Co. Werk Dortmund für den Vertrieb und den Service in Nordrhein-Westfalen und Niedersachsen gegründet. Ein Jahr später die Niederlassung in Bad Oldesloe, dort wurden Saugfahrzeuge hergestellt und der Vertrieb und Service für Niedersachsen und Schleswig-Holstein wahrgenommen. 1991 folgte die Gründung der Haller Benelux B.V. in Hedel, Holland.

### Wiedervereinigung
Die Wiedervereinigung bescherte dem Unternehmen in den Jahren 1990 bis 1992 ein starkes Wachstum. 1992 erwarb Familie Haller eine Mehrheitsbeteiligung an der Lengenfelder Maschinen- und Stahlbau GmbH in Lengenfeld. Dort wurden stationäre Abfallpressen hergestellt. Im gleichen wurde auch eine Vertriebs- und Servicegesellschaft in Spanien, die C.L.G. Haller S.A. in Madrid, gegründet.
1993 wurde Haller UK, in Brandon, ebenfalls eine Vertriebs- und Servicegesellschaft für Großbritannien, gegründet. Bei der Firma NKV Hodermann GmbH & Co. wurden Kehrfahrzeuge entwickelt, die sich am Markt gegenüber dem bereits eingeführten Konkurrenzmarken von Schörling und Schmidt nicht behaupten konnten. 1994 erfolgte die Gründung der Jinan-Haller, Automobile Making Co. Ltd. in Jinan, eine Vertriebs- und Servicegesellschaft für China.
In den genannten Haller-Firmen wurden 1993 insgesamt 500 Arbeitnehmer beschäftigt. Die Gesellschaften standen nicht unter einer einheitlichen Führung der Stuttgarter Fahrzeugbau Haller GmbH, sondern waren mit unterschiedlichen Beteiligungsverhältnissen unmittelbar den Familienmitgliedern, Hilde, Wilhelm, Konrad und den Erben nach Cornelia Haller zugeordnet. Dies galt auch für eine Grundstücksgesellschaft, die den Grundbesitz in der Mauserstraße in Stuttgart hielt.

### Der Niedergang
Den höchsten Umsatz erreichte Fahrzeugbauer Haller aufgrund der Auswirkungen der Wiedervereinigung im Jahre 1992. Bei einem Umsatz von 71,8 Mio. DM wurde ein Gewinn von 1 Mio. DM erzielt. Beschäftigt wurden 294 Arbeitnehmer. 1994 betrug der Umsatz noch 51 Mio. DM und der Verlust 5,7 Mio. DM. Es wurden 267 Arbeitnehmer beschäftigt. 1995 betrug der Umsatz 50 Mio. DM und der Verlust belief sich auf 4,7 Mio. DM und es wurden 257 Arbeitnehmer beschäftigt. Im Jahr 1996 ging der Umsatz auf 43,8 Mio. DM zurück und der Verlust belief sich auf 5,3 Mio. DM. Beschäftigt wurden noch 230 Arbeitnehmer. Tatsächlich betrug der Verlust des Jahres 1996 auf 8,3 Mio. DM.
Die Geschäftsführung beschönigte das Ergebnis und gründete am 6. Dezember 1996 mit der Firma Hodermann, Berlin, die HET Haller Entwicklungs- und Technologiegesellschaft & Co., Berlin. An dieser Gesellschaft war Haller Fahrzeuge mit einem Kapital von 3 Mio. DM beteiligt, für die sie ihre gewerblichen Schutzrechte und Lizenzrechte einbrachte und mit 3 Mio. DM bewertete. Mit diesem Beteiligungsansatz wurde das Bilanzbild der Fahrzeugbau Haller um 3 Mio. DM verbessert.

### Vergleichsantrag
Auf Drängen der Banken beauftragte die Geschäftsführung im März 1997 die Unternehmensberatung Guido Geyer mit einem Sanierungsgutachten, das jedoch nicht mehr umgesetzt wurde. Die Banken forderten von den Gesellschaftern weitere Sicherheiten, die jedoch verweigert wurden. Nachdem Ende 1997 die Kreditlinien ausgeschöpft waren, wurde das Unternehmen zahlungsunfähig. Am 28. Mai 1997 wurde beim Amtsgericht Stuttgart-Bad Cannstatt der Antrag auf Eröffnung des Vergleichsverfahrens zur Abwendung des Konkurses gestellt. Als vorläufiger Vergleichsverwalter wurde der Stuttgarter Rechtsanwalt Volker Grub bestellt.
Grub stellte als Gründe der Insolvenz unterlassene Personalanpassungen an die gesunkenen Umsätze fest. Die von der Geschäftsführung veranlassten Personalmaßnahmen der Jahre 1995 und 1996 betrafen jüngere, leistungsfähigere aber nicht sozial geschützte Arbeitnehmer. Das Durchschnittsalter der Belegschaft hatte sich dadurch stark erhöht.
In Stuttgart herrschten ungünstige Fertigungsverhältnisse. Weiterhin war es Verkaufspraxis, Sonderwünsche vieler Kunden zu erfüllen, die jedoch in den Preisen nicht kalkuliert wurden. Der Fahrzeugbau Haller waren die Vertriebs- und Servicegesellschaften in Holland, England, Spanien und China zugeordnet. Die Engagements in England und Spanien waren gescheitert, die Firmen mussten liquidiert werden. Der Wertberichtigungsbedarf an Forderungen bei diesen beiden Gesellschaften belief sich auf über 4 Mio. DM. Weiterhin verzichtete das Unternehmen auf eigene Entwicklungen und begnügte sich stattdessen mit der Lizenzfertigung für die Müllfahrzeuge X1 und X2 und das Tankfahrzeug TOPAS.

### Der Konkurs
Am 30. Juli 1997 änderten die Gesellschafter die Firmierung in FAB Fahrzeug-Aufbauten Herstellungs- und Vertriebs-GmbH, um den Namen Haller durch ein Konkursverfahren nicht zu beschädigen. Norbert Leisse kündigte seinen Geschäftsführervertrag am 31. Juli 1997 und Konrad Haller am 20. August 1997. Das Vergleichsverfahren wurde nicht weiterverfolgt, so dass das Amtsgericht Stuttgart-Bad Cannstatt am 1. September 1997 das Konkursverfahren eröffnete. Volker Grub wurde auch zum Konkursverwalter bestellt. Da Verhandlungen mit Übernahmeinteressenten bereits zuvor gescheitert waren, weil die unverzichtbaren gewerblichen Schutzrechte und Lizenzen dem Unternehmen nicht mehr zur Verfügung standen und weil der Produktionsstandort Stuttgart veraltet war, wurde entschieden, das Unternehmen stillzulegen.
Bereits am 25. September 1997 einigte sich der Konkursverwalter mit dem Betriebsrat auf einen Interessenausgleich und Sozialplan auf die Stilllegung des Standortes Stuttgart mit einer Ausproduktion des vorhandenen Auftragsbestandes bis Ende des Jahres 1997. Die Industriegewerkschaft Metall erhob durch ihre Gewerkschaftssekretärin Heidi Scharf schwere Vorwürfe gegen die Geschäftsführung, die unternehmerisch versagt habe. Der Betriebsrat habe über Jahre versucht, dem Unternehmen neue Strukturen mit flachen Hierarchien und effizienteren Arbeitsabläufen zu verschaffen. Mangelnde Kooperationsbereitschaft der Unternehmensspitze habe diese Versuche vereitelt und damit nicht genug: Zuletzt sei das technische Know-how an eine Schwestergesellschaft in Berlin verkauft worden, um die bereits damals drohende Zahlungsunfähigkeit abzuwenden.
Die Familie Haller entschloss sich, das Produktionsprogramm mit einer neu gegründeten Gesellschaft Haller Umweltsysteme GmbH & Co. in Wettringen, fortzuführen. Mit einem notariellen Vertrag vom 4. November 1997 übernahm Haller Umweltsysteme GmbH & Co. aus der Konkursmasse sämtliche Vorräte, Teile des Anlagevermögens und die Vertriebs- und Servicegesellschaften in Holland, Großbritannien und China sowie die Kommanditeinlage von 3 Mio. DM an der HET Haller Entwicklungs- und Technologiegesellschaft & Co., Berlin. Weiterhin wurden 14 Arbeitsverhältnisse übernommen und gegenseitige Forderungsverzichte zwischen Fahrzeugbau Haller und Schwestergesellschaften ausgesprochen.
Dem Konkursverwalter gelang es, alle Aufträge bis Jahresende 1997 ordnungsgemäß auszuliefern und das Konkursverfahren 2002 abzuschließen. Die Vorrechtsforderungen in Höhe von 5,1 Mio. DM, die auch die Sozialplanforderungen der Arbeitnehmer mit 2 Mio. DM beinhalteten, wurden voll erfüllt. Auf die nicht bevorrechtigten Forderungen in Höhe von 30,8 Mio. DM entfiel eine Zahlungsquote von 34 %.

### Die Nachfolgegesellschaft
Nach einem holprigen Start etablierte sich die Haller Umweltsysteme GmbH & Co. in Wettringen wieder am Markt. Die Familie Haller veräußerte sie 2010 an die Zöller-Kipper GmbH, dem Marktführer für Entsorgungsfahrzeuge. Auch der französische Hersteller SEMAT S.A. ging in der Zöller-Kipper GmbH auf.